# كالان مولفي
كالان مولفي (بالإنجليزية: Callan Mulvey)‏ مواليد 24 فبراير 1975 في أوكلاند، هو ممثل أسترالي.

## من أعماله
- حلقات هيدستارت
- 30 دقيقة بعد منتصف الليل
- 300: نهوض إمبراطورية
- كابتن أمريكا: جندي الشتاء
- باتمان ضد سوبرمان: فجر العدالة
- الملك الخارج على القانون

## وصلات خارجية
- كالان مولفي على موقع IMDb (الإنجليزية)
- كالان مولفي على موقع ألو سيني (الفرنسية)
- كالان مولفي على موقع أول موفي (الإنجليزية)
- كالان مولفي على موقع قاعدة بيانات الأفلام السويدية (السويدية)
- كالان مولفي على موقع قاعدة بيانات الفيلم (الإنجليزية)
- كالان مولفي على موقع كينوبويسك (الروسية)